# Агнета Плейєль
Агнета Крістіна Плейєль Белавська (народилася 26 лютого 1940 року в Стокгольмі) — шведська письменниця, науковиця в питаннях культури та історії літератури. Під іменем Агнети Плейєль вона опублікувала низку романів, поетичних збірок і драматичних творів. Вона виступала як культурний дебатер та очолювала Шведський ПЕН-клуб. З 1988 по 2015 рік вона належала до Товариства Де Ніо.
У своїх книгах Плейєль представляла відомих людей в історії Стокгольма, зокрема Ларса Юртсберга, Альберта та Ісака Бергів. Вона одружена з журналістом Мацеєм Зарембою.

## Життєпис

### Навчання та праця в газетах
Агнета Плейєль — донька математика Оке Плейєля та авторки і музикантки Соні Берг, яка народилася на Яві. Вона також є сестрою телепродюсера Соні Плейєль. Кар'єра батька привела родину до міста Лунд у Швеції, а потім до еміграції в США. Згодом Агнета Плейєль повернулась на батьківщину до Стокгольма.

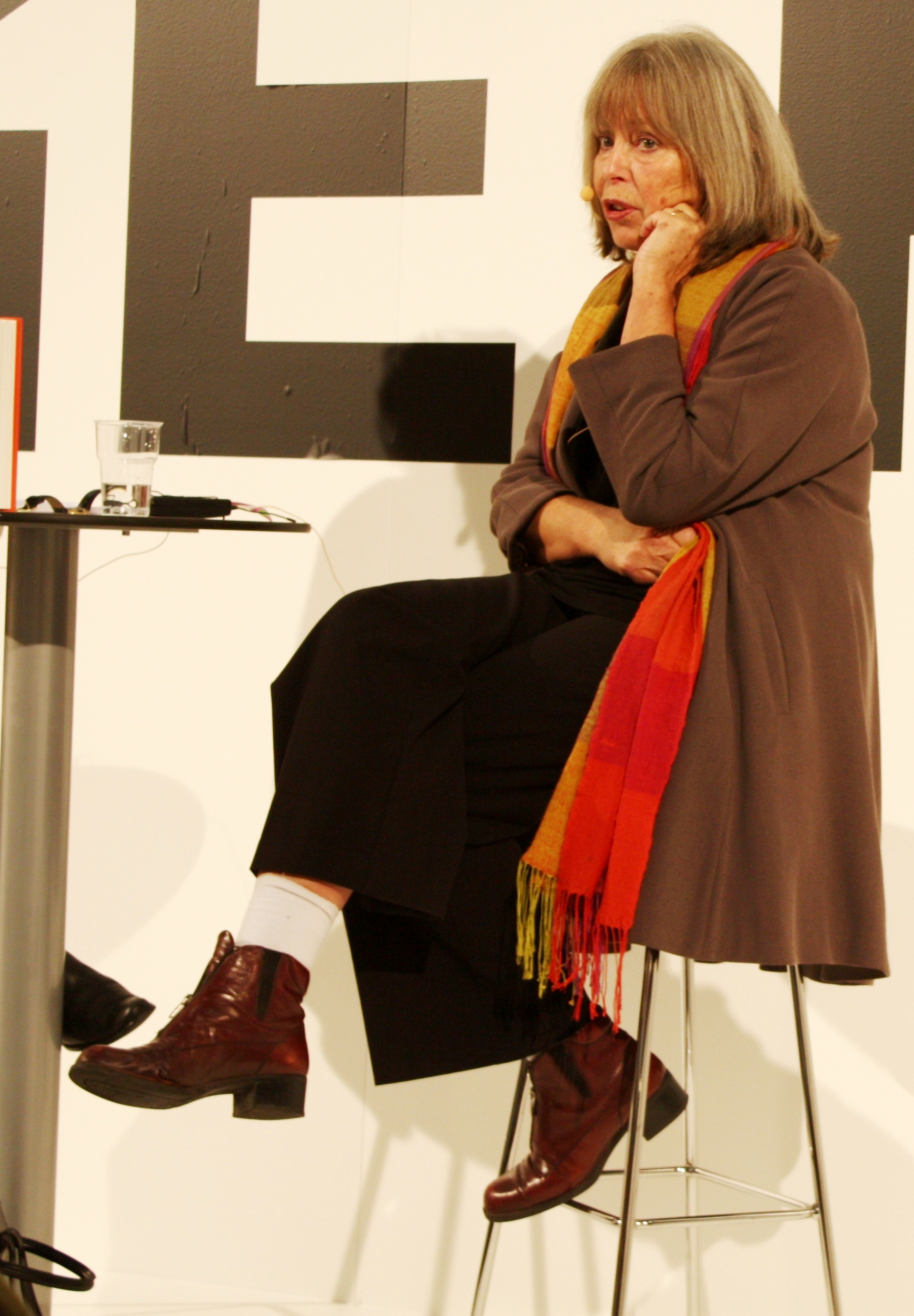
Агнета Плейєль на Гельсінській виставці книг 2009 року.

Вивчала етнографію, філософію та історію літератури в Гетеборзькому університеті У 1973 році Плейєль розпочала кар'єру літературного критика. Вона була членкинею культурної редакції Aftonbladet з 1968 по 1972 роки, а потім стала редакторкою видання Ord &Bild у 1972—1975 рр. У 1975 році вона повернулася в Афтонбладет, де чотири роки обіймала посаду завідувача відділу культури.
Плейєль очолювала шведський ПЕН-клуб у 1988—1990 рр., редагувала тексти Біблійної комісії з 1991 по 1999 роки, а також працювала в редколегії «Нового часу» з 1992 по 1999 роки. У 1992—1996 роках вона викладала основи драматургії у Шведському інституті театрального мистецтва.

### Творчість
Плейєль дебютувала 1969 року, створивши разом із Ронні Амб'єрнссоном п'єсу «У Берліні панує порядок», У 1977-му вона написала драму «Коллонтай» про радянського посла в Швеції Олександру Коллонтай. Драма була надрукована у 1979 році і була поставлена у «Драматені» під керівництвом Альфа Шеберга. Головну роль зіграла Маргарета Крук.
Агнета Плейєль написала кілька драм, а також кіносценаріїв, зокрема фільму «Гора на зворотному боці Місяця» про жінку-математика Софію Ковалевську.
«Ангели, карлики» (1981) — її перша збірка віршів. За шість років вона опублікувала дебютний роман «Розвідник вітру» (Vindspejare), який містить автобіографічний матеріал і є історією про людей п'яти поколінь з корінням у Швеції та в голландській Ост-Індії .
Інші романи — «Собача зірка» (1989), «Гриби» (1993) та «Зима у Стокгольмі» (1997) — сучасний роман про кохання, що піддається суворим випробуванням. «Лорд Nevermore» (2000) описує стосунки в любовному трикутнику — двох чоловіків-інтелектуалів і жінки.
Тоді Плейєль знову працювала над драматургією. Збірку «„Тітоньки“ та інші вірші» номіновано на Августівську премію (Augustpriset) 2004 року.
2006 року Плейєль опублікувала першу частину «Родинної трилогії», серії романів, у якій ідеться про родичів — жителів давнього Стокгольма. У вступній книжці «Хірург королеви» головний герой — лікар XVIII століття. Наступна книжка «Королівський комедіант», що вийшла 2007 року, описує життя Ларса Юртсберга, сценічного артиста, який шестилітнім дебютує в Оперному театрі Густава III. У заключній книзі «Сестра і брат» (2009) йдеться про онуків Ларса Юртсберга — Альберта й Гелену.
Плейєль узяла сюжет для кількох своїх вигаданих творів із життя самої себе, своєї родини та історичних діячів, зокрема художника Альберта Берга та оперного співака Ісака Берга. Її романи часто виходять у перекладах. «Зиму в Стокгольмі» опубліковано щонайменше шістнадцятьма мовами.

### Громадська діяльність
Плейєль, окрім іншого, регулярно бере участь у різних дискусіях на теми культури. 2005 року вона, разом із Чарлзом Вестіном та іншими увійшла до складу присяжних «Притулкового трибуналу», що його організував ПЕН-клуб. Ця організація гостро критикувала імміграційну політику Швеції і вважала, що Швеція повинна прийняти більше іммігрантів.

### Нагороди, родина
У 1988 році вона була обрана до Товариства дев'яти під номером 6, а в 2015 році покинула товариство.
З багатьох інших нагород, отриманих Плейєль, виділяються Litteris et Artibus, Головна премія Дев'яти, Премія Доблоуга та Премія Шведського радіо за роман.
У 1982 році Плейєль одружилась з журналістом, що пише на теми культури, Мацеєм Зарембою. Їхня донька Ліна Плейєль — акторка і психотерапевтка.

## Літературні твори

### Фільмографія (акторка)
1983 — Profitörerna (телевізійний серіал)
2006 — Revolutionens kvinnor

## Нагороди та визнання
- 1985 — TCO:s kulturpris
- 1987 — BMF-plaketten для «Скаут»
- 1987 — Esselte-priset для «Скаут»
- 1988 — Litteraturfrämjandets stora romanpris для «Скаут»
- 1989 — Axel Sjöberg-stipendiet[5]
- 1991 — Doblougska priset
- 1993 — Літературна премія газети «Свенска даґбладет»
- 1997 — Årets författare (Tidningen Boken)
- 1997 — Gleerups litterära pris
- 1999 — Övralidspriset
- 1999 — Litteris et Artibus
- 2000 — Siripriset для Lord Nevermore
- 2000 — Gerard Bonniers pris
- 2001 — Премія «Аніара» Асоціації бібліотек Швеції
- 2001 — Sveriges Radios Romanpris для Lord Nevermore
- 2001 — Літературна премія Сельми Лагерлеф
- 2002 — Frödingstipendiet
- 2005 — Gustaf Fröding-sällskapets lyrikpris
- 2006 — Премія Сіґне Екблад-Ельд
- 2012 — Kellgrenpriset
- 2015 — Moa-priset
- 2017 — De Nios Stora Pris[6]
- 2018 — Svenska Akademiens nordiska pris[7]

### Загальні джерела
- Вебсайт Агнети Плейєль [Архівовано 28 вересня 2019 у Wayback Machine.],
- Презентація автора у видавництві Norstedt [Архівовано 28 серпня 2016 у Wayback Machine.]